# Hélène Dutrieu
Hélène Dutrieu (10. července 1877, Tournai, Belgie – 26. června 1961 Paříž, Francie) byla belgická dvojnásobá mistryně světa v cyklistice, kaskadérka, motocyklistka, automobilová závodníce, pilotka a ředitelka vojenské nemocnice. Byla první Belgičankou a celkově čtvrtou ženou, která získala pilotní licenci.

## Životopis

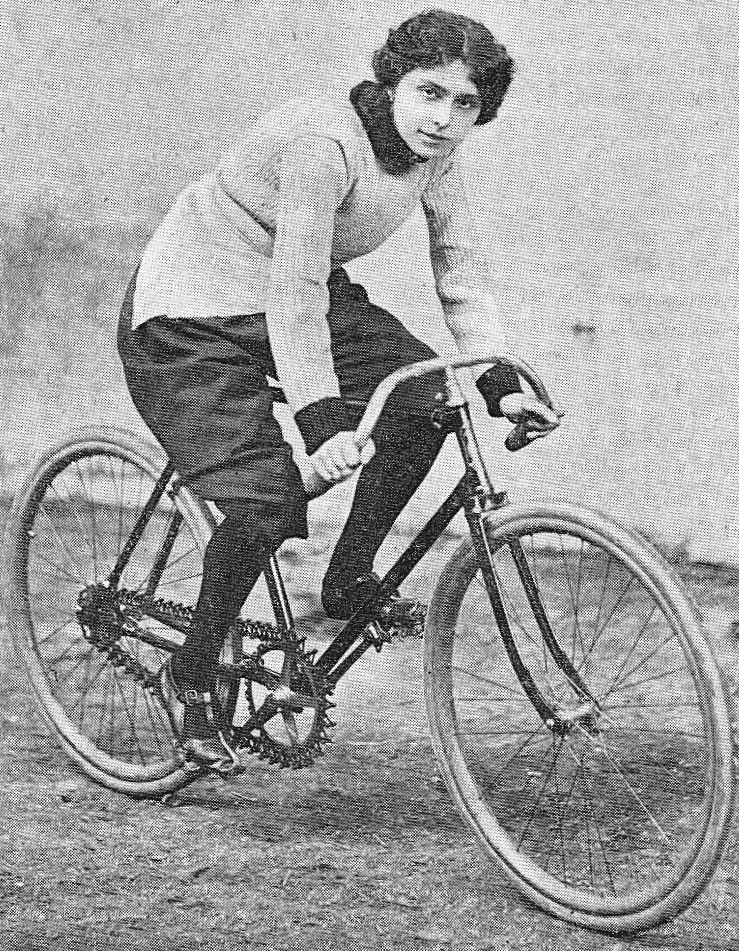
Hélène Dutrieu v roce 1898

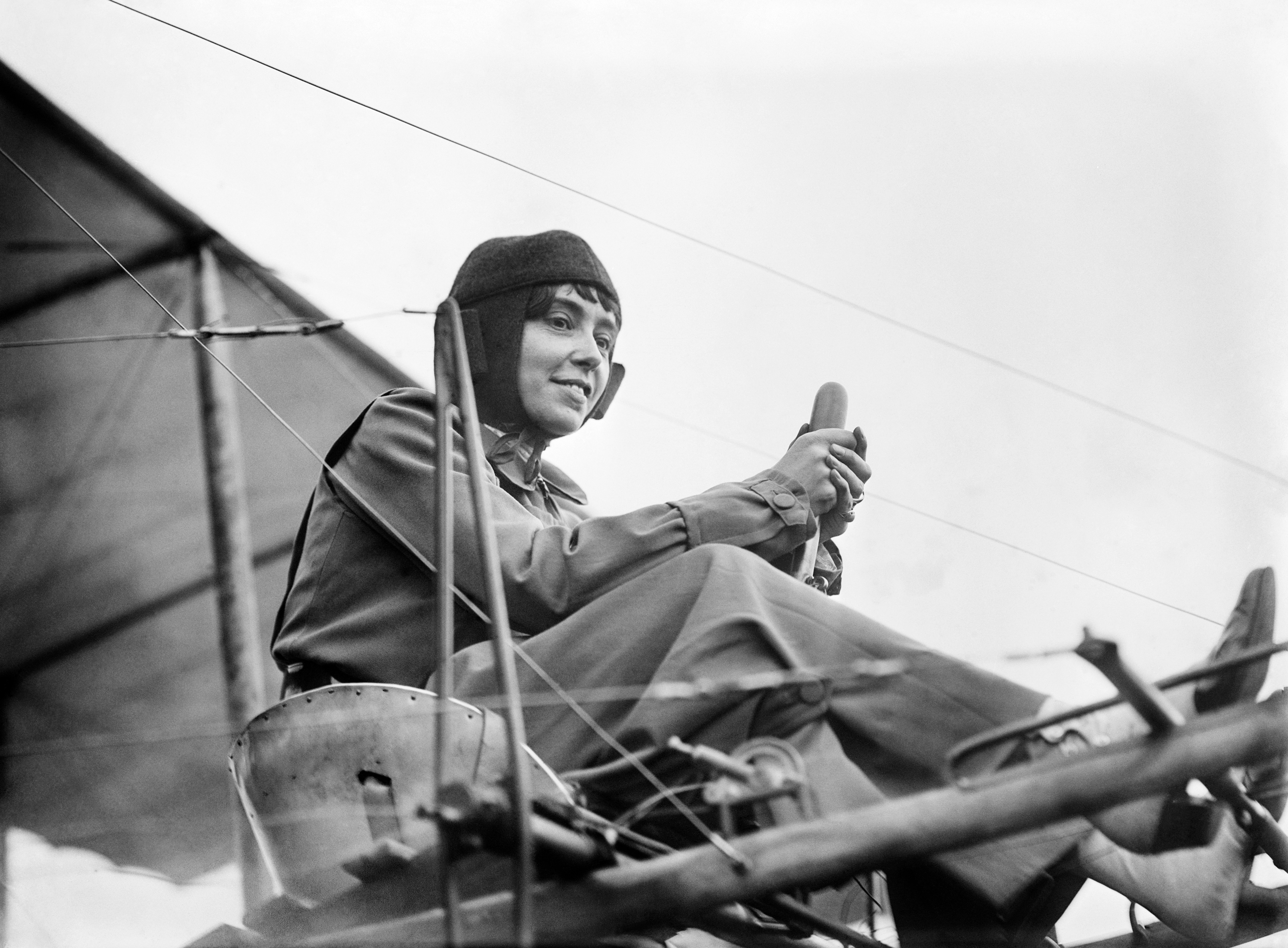
Hélène Dutrieu v kokpitu letounu

Narodila se 10. července 1877 v belgickém Tournai. Jejími rodiči byli Florent Dutrieu a Clothilde van Thieghem. Život rodiny ztěžovala otcova nezaměstnanost.
K zájmu o cyklistiku Hélène Dutrieu přivedl její o pět let starší bratr Eugène Dutrieu. Přestože to byl v té době pro ženy neobvyklý sport, dráhové cyklistice se věnovala profesionálně v týmu společnosti La Chaîne à Levier Simpson. Dosáhla přitom velkých úspěchů. V roce 1895 získala ženský světový rekord za vzdálenost ujetou za jednu hodinu. V roce 1897 se v Ostende stala první ženskou mistryní světa v cyklistice a roku 1898 titul obhájila. Tehdy získala přezdívku „lidský šíp“ („la Flèche Humaine“). V srpnu 1898 zvítězila v závodě Grand Prix d’Europe.
Cyklistické sportovní úspěchy ji přinesly značnou popularitu. Zároveň však mužští cyklisté vydělávali třikrát více, takže finančně zajištěná nebyla. Proto odešla do Paříže, kde pracovala jako kaskadérka. Nejprve na kole, později i s motocykly a auty. V Olympii jí nedovolili uskutečnit kaskadérské vystoupení, kdy by se na kole rozjela po rampě a po dvacetimetrovém skoku, bez jištění záchrannou sítí, přistála na plošině. Proto se roku 1903 přesunula do Marseille, aby vystoupila v divadle Eldorado. Zatímco při prvním skoku spadla a utrpěla pohmožděniny, druhý se jí podařil. Když se v Německu pokusila číslo zopakovat na motocyklu, při pádu se vážně zranila, což si vynutilo osmiměsíční rehabilitaci. S motorkami a koly tím skončila. V letech 1904-1907 profesionálně závodila v automobilu pro francouzskou společnost Clément-Bayard.
V roce 1908 se společnost Clément-Bayard zařadila mezi první výrobce letadel a leteckých motorů. Začala spolupracovat s Alberto Santos-Dumontem na stavbě jeho jednoplošníku Demoiselle No 19. Společnost Clément-Bayard letoun vyráběla sériově a prodej svého produktu chtěla podpořit zapojením ženské pilotky, která měla být důkazem, že s letounem dokáže létat skutečně každý. Onou pilotkou se měla stát Hélène Dutrieu, zároveň si společnost byla vědoma vysokého rizika spojeného s létáním, a proto angažovala ještě záložní adeptku Aboukaiu Driancourt. Při prvním letu Hélène Dutrieu havarovala, zůstala však nezraněna. Poté byla přijata do letecké školy Henryho Farmana, kde dělala rychlé pokroky. V roce 1910 rovněž vzala na palubu svého stroje svého mechanika a stala se tak první ženskou pilotkou, která přepravila cestujícího.
Jako letkyně se Hélène Dutrieu nadále těšila pozornosti médií a tentokrát byla přezdívána „jestřábí žena“ („La Femme Épervier“). Těžila přitom i ze svého mladistvého vzhledu. Tisk způsobil skandál zjištěním, že při létání nenosila korzet. Když se rozhodla, že si chce vydělávat kaskadérstvím, předváděcími lety a závoděním, potřebovala k tomu pilotní licenci. V srpnu 1910 získala belgickou pilotní licenci číslo 27 a 25. listopadu 1910 rovněž francouzskou licenci stejného čísla. Pilotní licenci získala jako čtvrtá žena a první Belgičanka.

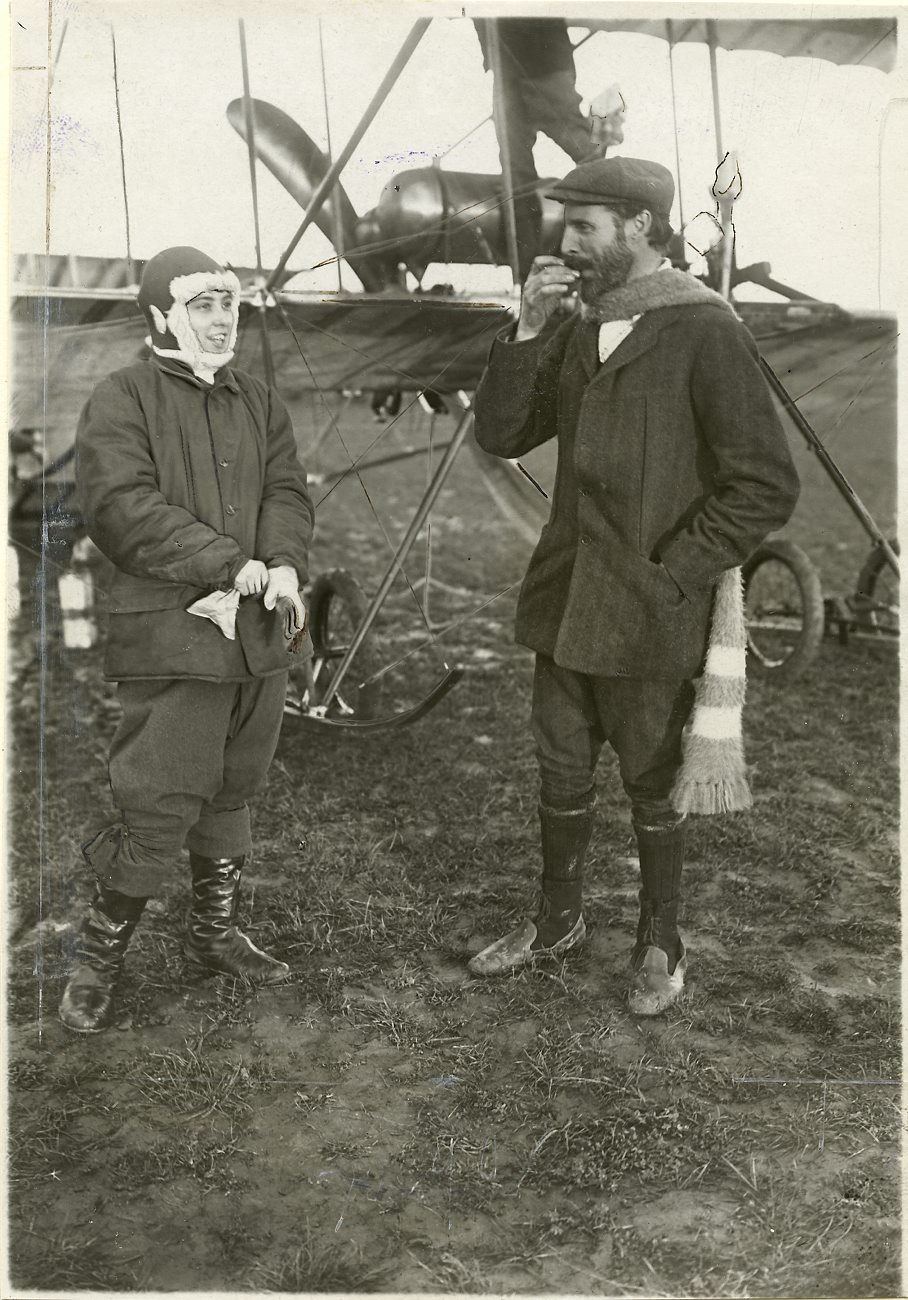
Hélène Dutrieu a Henri Farman

V září 1910 Dutrieu získala pozornost svým letem z Ostende do Brugg bez mezipřistání. Dne 22. prosince 1910 se stala první držitelkou letecké ceny Coupe Fémina. Cenu založil Pierre Lafitte, vydavatel jednoho z nejoblíbenějších ženských časopisů Fémina. Cenu spojenou s odměnou ve výši 2000 franků měla získat žena, která v daném roce uskutečnila nejdelší let (podle uletěné vzdálenosti a času stráveného ve vzduchu). Pro Hélène Dutrieu byla cena lákavá jak pro finanční odměnu, tak pro získání publicity, kterou by mohla zúročit v předváděcích letech pro platící publikum. V průběhu roku o cenu usilovalo více pilotek, ale nakonec ji získala právě Hélène Dutrieu na dvouplošníku společnosti Avions Farman výkonem 167 kilometrů, které uletěla za 2,6 hodiny (v pořadí druhá Marie Marvingt uletěla 42 kilometrů za 53 minut). V roce 1911 Hélène Dutrieu cenu obhájila letem dlouhým 243,8 kilometru. V roce 1911 dále navštívila Spojené státy a debutovala na americkém leteckém setkání na Nassau Boulevard Aviation Meet.
V roce 1913 Hélène Dutrieu francouzská vláda udělila Řád čestné legie (v nejnižší hodnosti rytíř). Jako první žena jej získala za zásluhy v oblasti letectví.
Za první světové války se Hélène Dutrieu přihlásila jako vojenská pilotka, ale byla odmítnuta. Stala se řidičkou ambulace a později ředitelkou vojenské nemocnice Val-de-Grâce. V roce 1922 se provdala za člena francouzského parlamentu a získala francouzské občanství. Byla viceprezidentkou organizace Aéro-Club de France. Zemřela v Paříži v roce 1961.

## Připomínky
V roce 2022 město Brusel po Hélène Dutrieu pojmenovalo ulici. Byla to součást snahy o větší reprezentaci žen ve veřejném prostoru přejmenováním ulic, zastávek veřejné dopravy a tunelů.